# 约翰·泰特

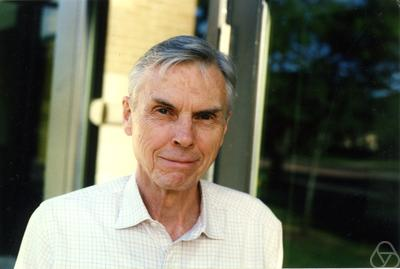
John Tate

约翰·泰特（英語：John Tate，1925年3月13日—2019年10月16日），美国数学家，在代数数论等领域有着杰出的贡献。2010年度阿贝尔奖获得者，沃尔夫奖获得者。美国科学院院士，法国科学院外籍院士。

## 生平
约翰·泰特出生于美国明尼苏达州的明尼阿波利斯，1946年获得哈佛大学文学学士学位，后在普林斯顿大学学习数学，师从埃米尔·阿廷，1950年获博士学位。1954年至1990年在哈佛大学任教。1990年至2009年在得克萨斯大学奥斯汀分校任数学系教授。现居住于马萨诸塞州的剑桥市。

## 资料来源
- |  | 本条目的部分内容翻译自英語維基百科条目並以知识共享-署名-相同方式共享4.0协议授权使用。原文作者列表請參閱其页面历史。 |
- . 新华网. 2010-03-26  [2010-03-26]. （原始内容存档于2010-03-31）.